# Monts Goda
Pour les articles homonymes, voir Goda (homonymie).
Les monts Goda sont un relief montagneux situé dans la région de Tadjourah à Djibouti. Ils regroupent plus de vingt sommets qui dépassent 1 000 mètres d’altitude et culminent au Bara 'barré, à côté de la ville de Day, à 1 799 mètres.

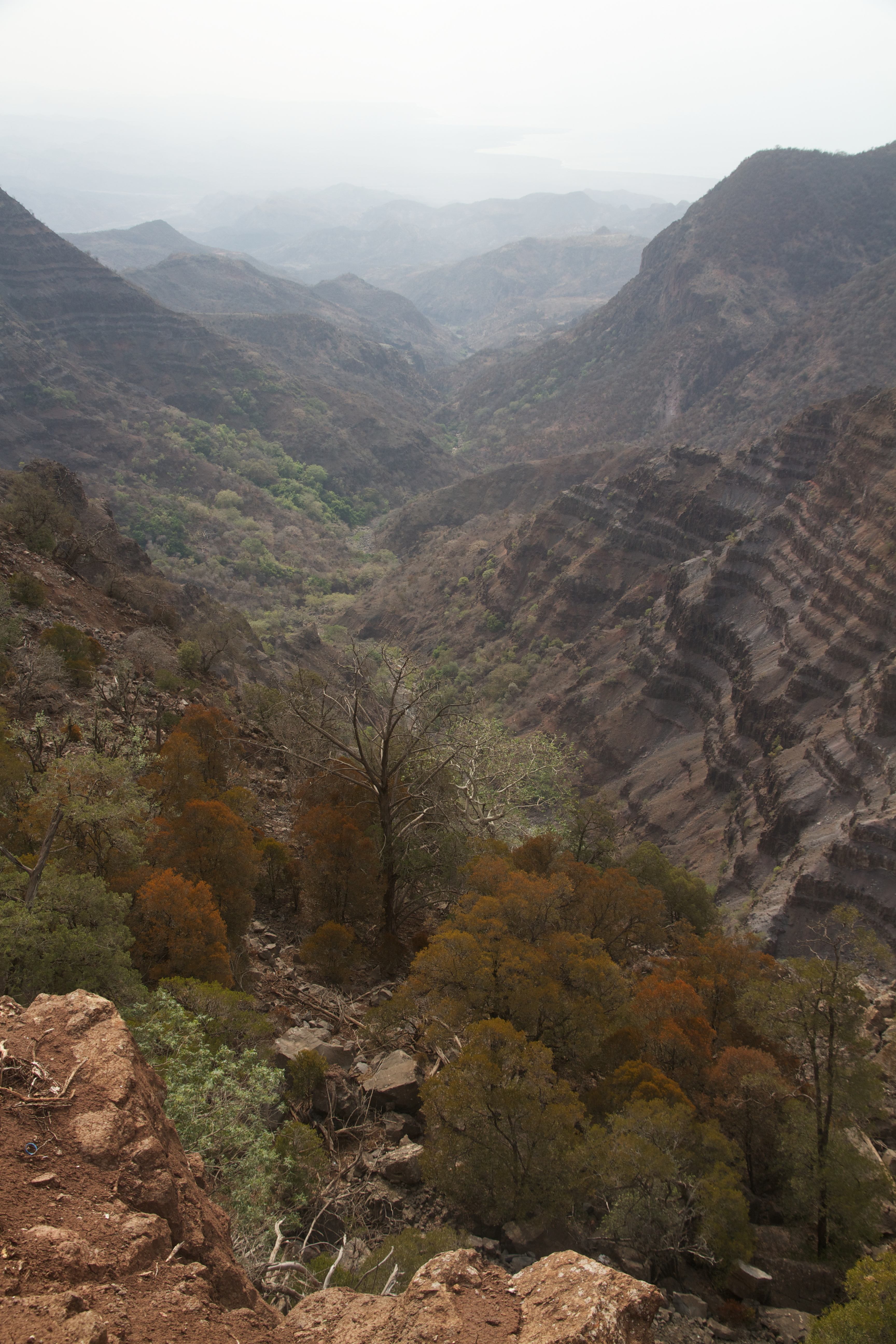
Paysage des monts Goda dans le parc national de la forêt du Day en 2012.

Cette région est renommée pour la forêt du Day qui est un vestige de la forêt primaire qui recouvrait le « Sahara vert » à l'époque préhistorique. Elle comporte essentiellement des genévriers mais aussi des oliviers et des acacias. Au début du XXIe siècle cette forêt est menacée par le réchauffement climatique et par les attaques de champignons armillaires.